# Ministry of Darkness
Ministry of Darkness foi uma stable da WWE surgida em finais de 1998 e tendo o seu auge durante a primeira metade de 1999. Liderada por Undertaker, esta stable seguia roteiros com temas relacionados a rituais satânicos e onde era simulada a prática de sacrifício humano. Não foi a primeira vez que a WWE utilizou este tipo de stable (a primeira vez foi na década de 70).

## Formação
Em finais de 1998, Undertaker começa a demonstrar sinais malignos, numa altura em que ainda rivalizava com Kane e Stone Cold Steve Austin pelo WWF Championship. Undertaker, juntamente com Paul Bearer, pregavam que o mal chegaria a WWF e que o próprio Undertaker seria o seu porta-voz. Após a sua derrota para Stone Cold Steve Austin no combate em uma Buried alive match no In Your House: Rock Bottom, Undertaker não foi visto por algumas semanas. No inicio de 1999, Undertaker volta com um novo "look", mais satânico que nunca, trazendo consigo, alem de Bearer, Bradshaw e Faarooq (mais tarde conhecidos como APA), Mideon e e recrutado durante o Royal Rumble, Mabel (que foi logo de imediato rebatizado de Viscera).

## Impacto na WWE
Undertaker e o seu Ministry of Darkness tinham como propósito tomar conta da WWE e de todas ações que a ela diziam respeito, fazendo com que Vince McMahon visse em Undertaker um obstáculo sério de ultrapassar. Após um Inferno match contra Kane (em que Undertaker queima um boneco pertencente á filha de Vince), Undertaker revela que o Ministry está sob ordens do "High Power" (poder maior) e que McMahon transportava dentro do seu circulo pessoal a chave para que esse poder fosse supremo. Vince McMahon ordena (após sérios jogos psicológicos de Undertaker) a Big Boss Man que derrote Undertaker na WrestleMania XV. Sem muito esforço, Undertaker derrota Bossman, enforcando-o e no topo da Hell in the Cell, enviando assim uma mensagem clara de poder a McMahon.
Após a WrestleMania, Undertaker revelou que uma mulher seria a chave para o domínio absoluto da companhia, sendo Stephanie McMahon (a filha de Vince) . Stephanie fora encontrada por Ken Shamrock dias depois com o simbolo de Undertaker gravado na sua testa. Como sinal de vingança por ter interferido nos seus planos, Undertaker rapta e sacrifica Ryan Shamrock (irma de Ken) o que levou a um duelo entre ambos no Backlash. Undertaker descobriu que fora Christian, membro dos The Brood (tambem pertencentes ao Ministry) que revelara a Shamrock onde se encontrara aprisionada Stephanie. Com esta revelação, a sua ira foi toda descarregada em Christian, o que fez com que Gangrel e Edge (também membros da Brood) se virassem contra o grande lider e abandonassem o Ministry.

## The Corporate Ministry
Após o Backlash, Undertaker criou um cenário de casamento onde se unia a Stephanie e ali conseguiria total controle da WWE. Após falhanços de Shamrock e Big Show em salvar Stephanie, o inesperado Stone Cold Steve Austin,surge e salva Stephanie (filha do seu arqui-rival). Revoltado, Undertaker une forças com Shane McMahon (filho de Vince), que se virou contra o pai. Tudo não passara de uma enorme encenação, no qual também Vince estava metido, sendo ele o "high power" a quem muitas vezes Undertaker se referia nos seus discursos. Durante este periodo, foi formado o Corporate Ministry, um grupo poderoso em que se misturavam os membros do Ministry of Darkness e da The Corporation, tendo como finalidade rivalizarem contra a The Union(Big Show, Ken Shamrock, Mankind e Test, The Rock e Stone Cold Steve Austin). Austin e Undertaker rivalizaram arduamente nas semanas seguintes pelo prestigiado WWE Championship (Undertaker venceu o titulo 1 vez durante a rivalidade).

## Dissolvência e desaparecimento
Após a revelação de Vince como o "high power" e pelas várias disputas pelo WWE Championship, a stable foi aos poucos desaparecendo dos ecrãs, fazendo com que os seus antigos membros fizessem novas uniões e procurassem objetivos diferentes nas suas carreiras. Undertaker uniu-se a The Big Show no inicio do verão de 1999, formando a UnHoly Alliance, capturando o WWF Tag Team Championship. Sempre leais ao seu lider, só Mideon e Viscera ainda representavam o Ministry. Com a lesão de Undertaker, em Setembro de 1999, o desaparecimento do Ministry foi total (Sendo apenas mencionado em 2004, na rivalidade entre Bradshaw e Undertaker pelo titulo da WWE).

## Membros
- The Undertaker (Líder)
- Paul Bearer (Manager)
- APA (Bradshaw e Faarooq)
- Mideon
- Viscera
- The Brood (Gangrel, Edge and Christian)

## Títulos e conquistas
- WWF Championship - 1 vez (Undertaker)
- WWF Tag Team Championship 2 vezes – (APA)
- WWF European Championship - 1 vez – (Mideon)